# Ruténia
Ruténia (Ruthenia) a Kijevi Rusz egyik középkori latin elnevezése volt a Russia, Ruscia vagy Roxolania mellett. A megnevezés a késő középkor során előbb a Kijevi Rusz Lengyelország-Litvánia által elfoglalt részére, majd az Osztrák Császársághoz tartozó Galíciára, az első világháború után pedig a ruszinok lakta Kárpátaljára és Kelet-Szlovákiára (más néven Ruszinföld) szűkült.

## Első előfordulásai
A kifejezés feltételezések szerint a kelta ruteni törzsre vezethető vissza. A Kijevi Rusz lakóira vonatkoztatva először a 10–12. században írt Augsburgi évkönyv egyik bejegyzésében fordul elő: „Az 1089-es évben a császár feleségül vette Praxedát, a rutének királyának (Rutenorum regis) lányát”. Gallus Anonymus, az első lengyel krónikás az 1112–1116 között írt, latin nyelvű Cronicae et gesta ducum sive principum Polonorum-ban használja a Rusia, Ruthenorum regnum (rutén királyság) Ruthenorum rex (rutén király), Ruthenus, Rutheni kifejezéseket. Ruténia mint ország Anonymus Gesta Hungarorumában jelenik meg elsőként (a Ruscia mellett). Lehetséges, hogy Anonymus különbséget is tett a két megnevezés között, és a Rusciát csak az ország északkeleti, szuzdal-vlagyimiri részére értette („Ruscia, que Susudal vocatur”). Az angol Tilbury-i Gervasius 1212 körüli Otia Imperialia c. munkájában azt írja, hogy Lengyelország egyik oldalán a Ruténiának is nevezett Oroszországgal érintkezik (Polonia in uno sui capite contingit Russiam, quae et Ruthenia).
A 13. század első felében az elnevezés előfordul még az olasz Ricardo di San Germano orosz–mongol harcokról írt szövegében vagy IV. Béla magyar király egyik 1261. évi oklevelében is.

## Lengyelország–Litvániában

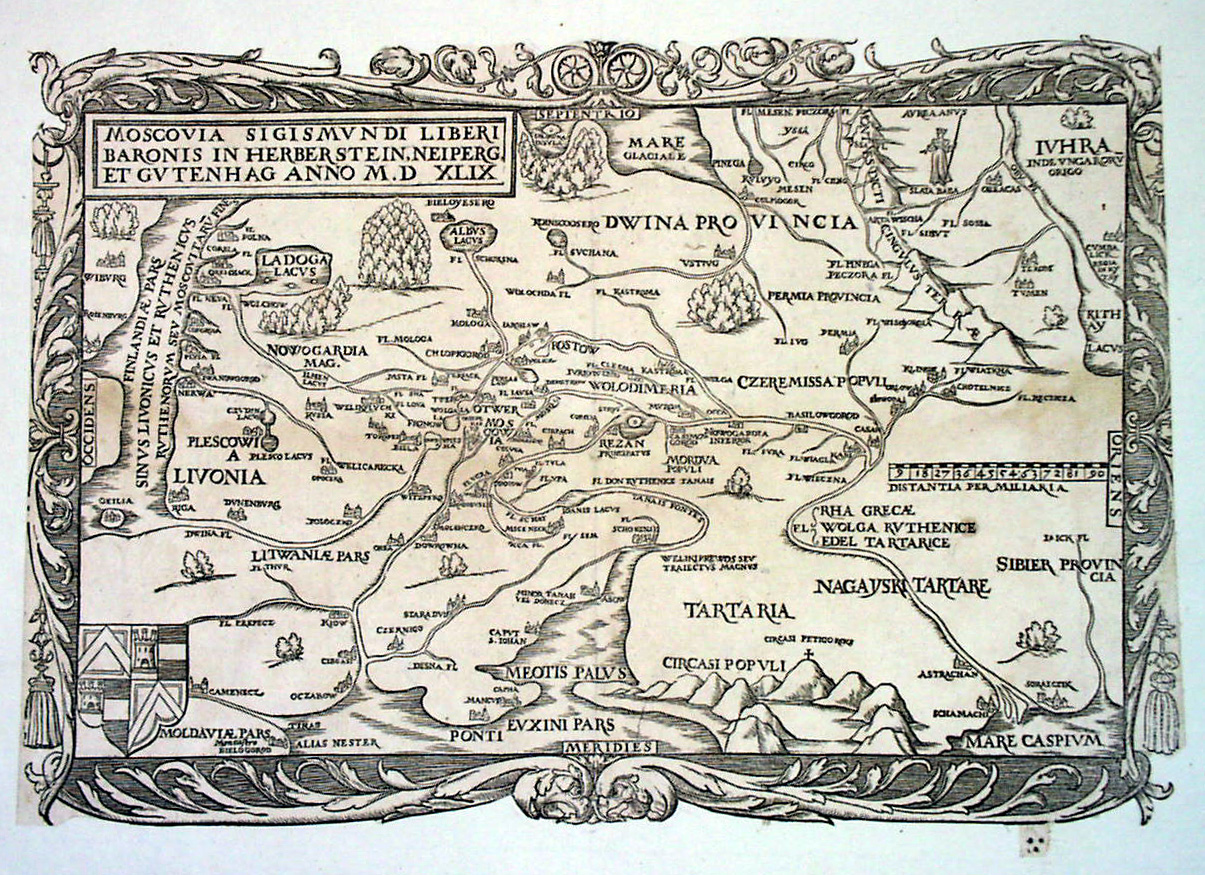
Herberstein térképe

A 13. században a mongolok megdöntötték a Kijevi Ruszt, és területének nyugati részét a Litván Nagyfejedelemség (később Lengyel–Litván Unió) foglal el, míg a keletit a Moszkvai Nagyfejedelemség igyekezett uralma alá vonni. A késő középkorban az európai és katolikus egyházbeli források a Ruténia nevet egyaránt használták a valamikori Rusz mindkét részére. A 15–17. századi lengyel szerzők azonban igyekeznek különbséget tenni, és a nyugati Ruténia elnevezés mellett a keleti Moszkóviát alkalmazták. Ez a megkülönböztetés a mai lengyel, ukrán és belorusz nyelvben is nyomon követhető. Ettől függetlenül a Moszkvai Nagyfejedelemség lakóit gyakran nevezték ruténnak vagy ruszinnak. Például Maciej Miechowita 15–16. századi lengyel történész azt írja Értekezés a két Szarmáciáról c. művében Moszkva lakóiról: Rutheni sunt et Ruthenicum loquuntur (rutének és ruténül beszélnek).
1549-ben a volt moszkvai osztrák követ, Sigismund von Herberstein a Rerum Moscoviticarum Commentarii (Megjegyzések Moszkóvia dolgairól) c. művében a helybelieket mind moszkovitáknak, mint ruténoknak nevezte: „De bármi is legyen az Oroszország név eredete, ez a nép, amely szláv nyelven beszél, görög rítus szerint imádja Krisztust, és a saját nyelvén Russi-nak, latinul pedig Rhuteni-nek nevezik…”. Herberstein híres térképen a Finn-öblöt „Sinus Livonicus et Ruthenicus”-ként (Livóniai- és Rutén-öböl) jelöli.

## Az újkorban

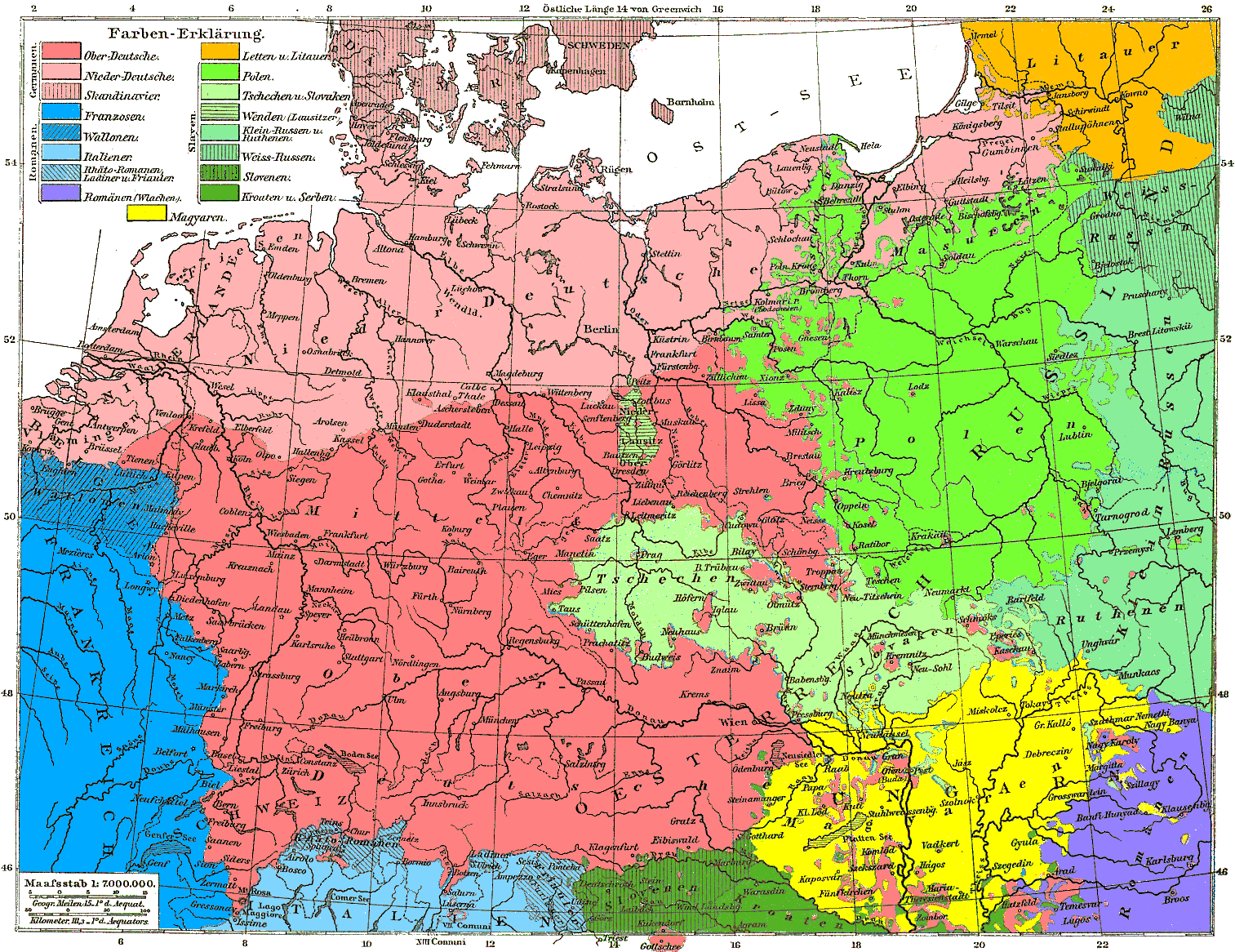
Közép-Európa etnikai térképe 1880-ban. A kisoroszok (ukránok) és rutének külön vannak feltüntetve

1844-ben az oroszországi (balti német nemzetiségű) Karl Ernst Claus az ország tiszteletére ruténiumnak nevezte el az általa felfedezett elemet.
Lengyelország–Litvánia felosztása után az osztrák hatóságok a birodalomhoz került Galíciát kezdték el Ruthenien néven emlegetni. A 19. század közepén az egyre erősödő ukrán nemzeti mozgalom nagy súly fektetett arra, hogy eltűnjenek a lokális népmegnevezések és egységes ukrán identitás jöjjön létre. Ennek következtében a rutén megnevezés a 20. század elejére szinte teljesen eltűnt, illetve egy jóval kisebb területre, a Magyar Királyság Felvidékének keleti részén és Dél-Galíciában élő ruszinok lakta régióra korlátozódott (ún. „Ruszinföld”). Az osztrák–magyar hatóságok a pánszláv mozgalom korlátozása és az ukrán nacionalizmus megosztása érdekében igyekeztek fenntartani ezt a különbségtételt.

## A 20. században
Az első világháború után Ruténiának Kelet-Csehszlovákiának ruszinok lakta régióját nevezték, amely számára a prágai kormány autonómiát ígért. Miután a náci Németország 1939-ben annektálta Csehországot, március 14-én Szlovákia és Kárpát-Ruténia (vagy Kárpát-Ukrajna) kimondta a függetlenségét. A következő napon a magyar hadsereg bevonult Ruténiába és minimális ellenállást követően Magyarországhoz csatolta a régiót. A második világháború után a Szovjetunióhoz került, amely azzal indokolta az elcsatolást, hogy a ruszinok ukránok, akiket egyesíteni kell anyanemzetükkel. Ennek megfelelően a ruszin vagy rutén elnevezéseket megtiltották, újbóli használatukra csak a Szovjetunió szétesése után kerülhetett sor.

## Fordítás
- Ez a szócikk részben vagy egészben  a(z)   Рутения című orosz Wikipédia-szócikk ezen változatának fordításán alapul.  Az eredeti cikk szerkesztőit annak laptörténete sorolja fel. Ez a jelzés csupán a megfogalmazás eredetét és a szerzői jogokat jelzi, nem szolgál a cikkben szereplő információk forrásmegjelöléseként.
- Ez a szócikk részben vagy egészben  a   Ruthenia című angol Wikipédia-szócikk ezen változatának fordításán alapul.  Az eredeti cikk szerkesztőit annak laptörténete sorolja fel. Ez a jelzés csupán a megfogalmazás eredetét és a szerzői jogokat jelzi, nem szolgál a cikkben szereplő információk forrásmegjelöléseként.